# Miriam Bulgaru
Miriam Bianca Bulgaru (n. 8 octombrie 1998, Alba Iulia, Alba, România) este o jucătoare română de tenis. Cea mai bună clasare a sa la simplu este locul 176 mondial, în octombrie 2024.
Bulgaru și-a făcut debutul pe circuitul WTA la Bucharest Open 2018, după ce a primit un wildcard în tragerea de simplu, unde a pierdut meciul din prima rundă în fața lui Wang Yafan. A obținut prima victorie în circuitul WTA ca wildcard la Transylvania Open 2023 de la Cluj Napoca, învingând-o pe lucky loserul İpek Öz.